# Summi Pontificatus

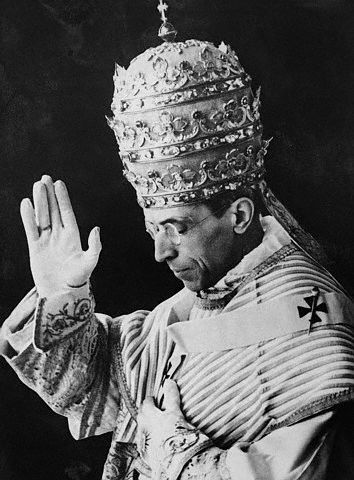
Пій ХІІ

Summi pontificatus — енцикліка Папи Пія XII оголошена 20 жовтня 1939 року, де Пій XII застеріг від теорій, які заперечували єдність людського роду та обожнювали державу, і все це призвело до справжньої «години темряви».

## Проти расизму та тиранії
У своїй енцикліці, опублікованій після початку Другої світової війни, Пій XII виступив проти расизму та диктатури та окупації Польщі. Засудив основні помилки часу, наголосив на непорушності сім'ї. У зв'язку з цим він нагадав, що мирська сила держави має прагнути Творця так, щоби людині було легше досягти фізичної, розумової та моральної досконалості у часовій царині та допомогти людині досягти своєї надприродної мети.
Він посилається на природне право та його незмінні закони, яких повинні дотримуватися народи та держави. Цим він критикував расову ідеологію націонал-соціалізму. Слова були настільки явними антирасистськими, що літаки союзників скинули тисячі примірників над Німеччиною на підтримку антирасизму. Тому ця енцикліка була заборонена в Німеччині, тоді гітлерівській молоді було доручено збирати та знищувати всі копії. Папа Римський чітко попередив європейських диктаторів і нагадав про ідею Святого Павла про світ, в якому не було ні язичників, ні євреїв, але всі були в Христі.
Крім усього іншого, Пій XII висловився, що доля людства підпорядковується природному закону, який заснований Богом, Творцем і Батьком усіх, Всемогутнім Суддею.

## Солідарність та суспільство
Пій XII в енцикліці ствердив, що поширеною помилкою є те, що закон солідарності та любові між людьми забутий. Визнання царських прав Христа та повернення індивіда та суспільства у відповідність законові Його правди та любові — єдиний шлях до порятунку. Тому що кожна установа базується на погляді на людей та їх долю, до яких вони б співвідносили свої критерії судження, їх ієрархію цінностей та свою поведінку. Це стосується найвищої міри до держави: «На цьому рівні помилкове бачення людей має серйозні наслідки для всіх сфер суспільного життя. Тільки божественно розкрита релігія чітко визнала походження та мету людини у Бога, Творця і Викупителя».

## Проект прихованої енцикліки
У запланованій енцикліці «Humani generis unitas» (про єдність людського роду; що також цитується як «Societas Unio») Папи Пія XI націонал-соціалістичну расову ідеологію засуджено. Папа дав доручення своєму німецькому раднику Густаву Гундлаху та двом іншим єзуїтам розробити проект «прихованої енцикліки». Однак така енцикліка не була опублікована, і праця над текстом не була завершена за життя Папи Римського, а наслідки публікації були невизначеними. Однак деякі частини «прихованої енцикліки» пізніше були розроблені Пієм XII та включені до енцикліки «Summi pontificatus» (ймовірно від № 27 до № 77).